# Břehule hnědohrdlá
Břehule hnědohrdlá (Riparia paludicola) je malý pták z čeledi vlaštovkovití.

## Výskyt
Je rozšířena na převážné většině afrického kontinentu, v Indii a v ostatních částech jižní Asie. Jedná se o částečně tažný druh, některé populace podnikají sezónní přelety, jiné jsou víceméně stálé. Je silně vázána na vodu.

## Ekologie

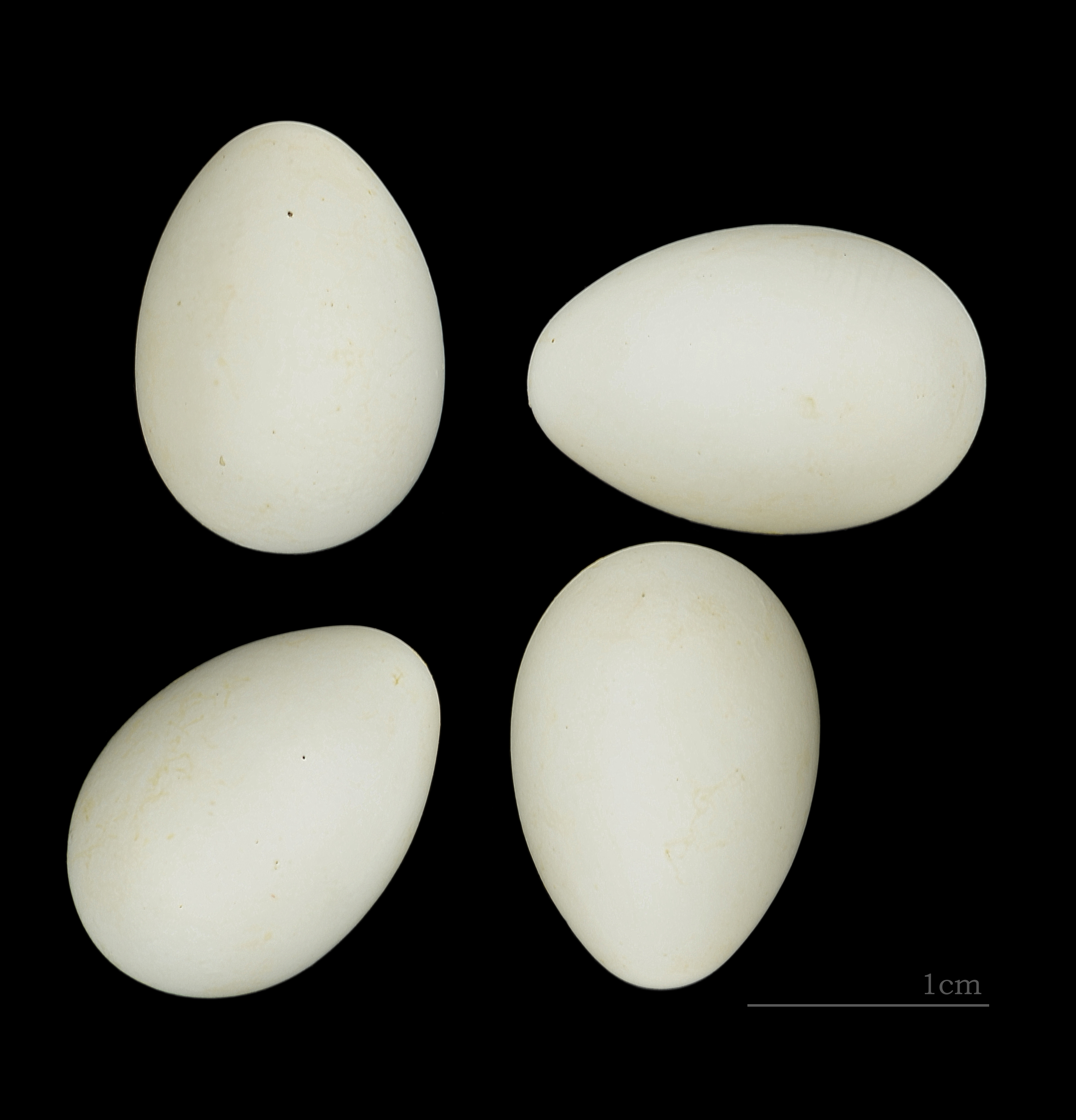
Riparia paludicola

Jde o koloniální druh, hnízdící v norách vyhrabávaných v kolmých písčitých říčních březích. Nory dosahují většinou 30 až 60 cm délky. Vlastní hnízdo je umístěno na konci nory, je poměrně nepořádným shlukem trav a per. Břehule hnědohrdlá klade většinou dvě až čtyři vejce, která inkubují oba rodiče.